# Almenyevói járás
Az Almenyevói járás (oroszul Альменевский район) Oroszország egyik járása a Kurgani területen. Székhelye Almenyevo.

## Népesség
- 1989-ben 18 983 lakosa volt.
- 2002-ben 15 240 lakosa volt.
- 2010-ben 12 412 lakosa volt, melyből 4 930 orosz, 4 051 baskír, 2 894 tatár, 229 kazah, 61 ukrán, 47 tadzsik, 31 csuvas, 27 fehérorosz, 15 csecsen, 12 üzbég, 10 mordvin stb.